# JOY FM 뮤직쇼
JOY FM 뮤직쇼는 CJB Joy FM에서 가수 채환씨가 진행하는 충북 전지역에 송출되는 프로그램이다.
| CJB JOY FM                    |                                                       |                     |
| 이전                          | 연규옥의 즐거운 인생 채환의 JOY 뮤직쇼                | 다음                |
| 새벽을 여는 친구 최지현입니다 | 연규옥의 즐거운 인생 채환의 JOY 뮤직쇼                | 김영철의 파워 FM    |
| 오전 5시 ~ 오전 6시           | 오전 6시 ~ 오전 7시 (주중) 오전 6시 ~ 오전 7시 (주말) | 오전 7시 ~ 오전 9시 |
|                               |                                                       |                     |